# کاپا شلیاق
کاپا شلیاق یک ستاره است که در صورت فلکی شلیاق قرار دارد.